# مارکوسه
مارکوسه (به لاتین: Markusy) یک روستا در لهستان است که در گمینا مارکوسه واقع شده‌است. مارکوسه ۵۸۰ نفر جمعیت دارد.